# Oscar Fraentzel
Oscar Fraentzel (* 4. März 1838 in Meseritz, Ostbrandenburg; † 19. September 1894 in Berlin) war ein deutscher Mediziner und Hochschullehrer.

## Leben
Oscar Fraentzel studierte in Berlin als Zögling des Friedrich-Wilhelm-Instituts für militärärztliche Ausbildung Medizin. 1856 wurde er dort Mitglied des Corps Neoborussia. Zu seinen akademischen Lehrern gehörte Ludwig Traube. 1860 wurde er zum Dr. med promoviert. Von 1861 bis 1865 war er Militärarzt im Rheinland, an der russisch-polnischen Grenze sowie im Deutsch-Dänischen Krieg. Anschließend war er als Stabsarzt und praktischer Arzt tätig. Von 1867 bis 1869 war er Assistent von Ludwig Traube. Von 1869 bis 1873 leitete er die innere Station des Kaiserin-Augusta-Hospitals. 1870 wurde ihm noch die Leitung einer Nebenabteilung für kranke Männer an der Charité übertragen. Im gleichen Jahr habilitierte er sich. 1875 wurde er zum außerordentlichen Professor berufen und lehrte Auskultation, Perkussion, Laryngoskopie und Lungenkrankheiten. 1893 gab er gesundheitsbedingt seine Tätigkeit auf.
Fraentzel galt als geübter Diagnostiker. Er arbeitete über die Erkrankungen der Atmungs- und Zirkulationsorgane. Des Weiteren studierte er Fieberkrisen bei Rückfallfieber, die angeborene Enge des Blutgefäßsystems und die Überanstrengung des Herzens und forschte über die Behandlung der Tuberkulose mit Kreosot. Er entdeckte die die Ganglien umkleidenden Endothelien.

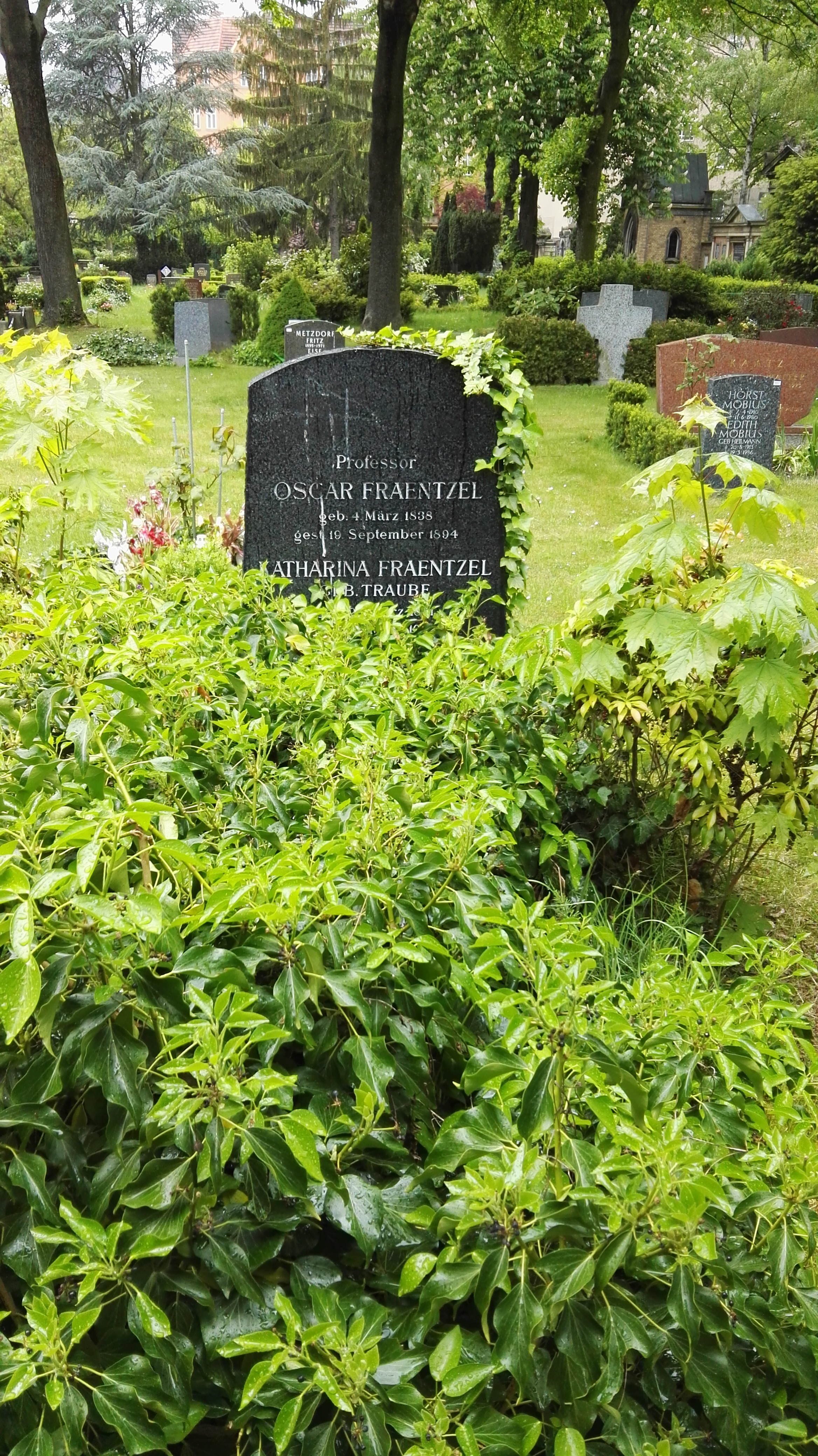
Grabstätte in Berlin-Schöneberg

Oscar Fraentzel starb 1894 im Alter von 56 Jahren in Berlin. Sein Grab befindet sich auf dem Alten Zwölf-Apostel-Kirchhof in Berlin-Schöneberg.

## Auszeichnungen
Oscar Fraentzel wurde der Titel eines Geheimen Medizinalrates verliehen.

## Schriften
- De sclerotico-chorioideitide posteriore, 1860
- Beitrag zur Kenntniss von der Structur der spinalen und sympathischen Ganglienzellen, 1867
- Handbuch der Krankheiten des Respirations-Apparates, 1877 (zusammen mit Bernhard Fraenkel, Franz Riegel)
- Weitere Bemerkungen über das Verhalten der Tuberkelbacillen im Auswurf während des Verlaufs der Lungenschwindsucht, 1883
- Vorlesungen über die Krankheiten des Herzens, 1889–1892